# حاسبة برمجية

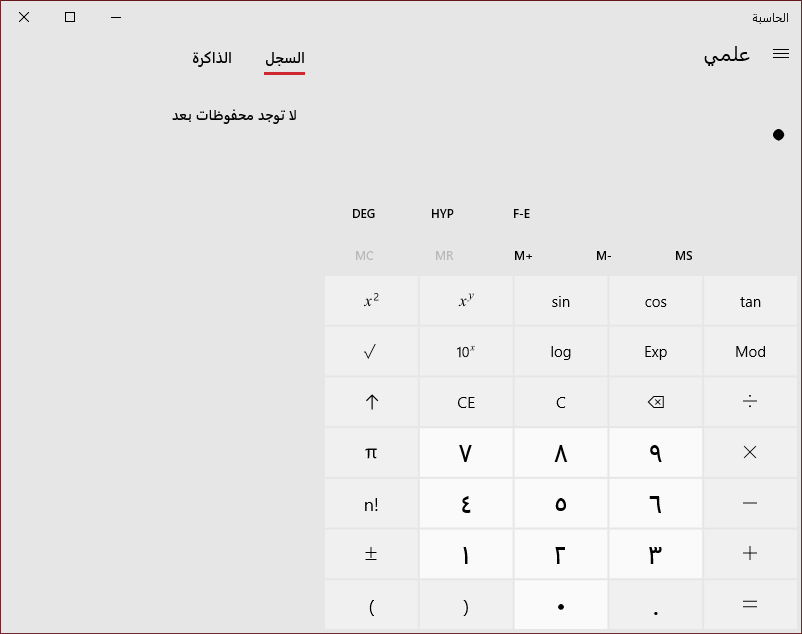
برمجيَّة «الحاسبة» (المُضمنة في كل إصدار من إصدارات مايكروسوفت ويندوز) إصدار «10.1906.53.0» أثناء العمل على نظام التشغيل ويندوز 10

الآلة الحاسبة البرمجية هي آلة حاسبة مُدمجة في مُعظم أنظمة التشغيل على الحواسيب والهواتف الذكيَّة والأجهزة اللوحيَّة.

## في نُظم التشغيل

### مايكروسوفت ويندوز
يعدُّ تطبيق الحاسبة الموجود في نظام التشغيل مايكروسوفت ويندوز هو تطبيق الحاسبة الافتراضيِّ للنظام لفترةٍ طويلة، كما أنَّهُ يدعم وضع «آلة حاسبة علمية»، تُستخدم لإجراء العمليَّات الحسابيَّة البسيطة لأيِّ غرض.

### ماك أو إس
برمجيَّة الحاسبة الافتراضيَّة لماك أو إس هو الحاسبة [الإنجليزية]، وتشتمل على ثلاثة أوضاع: الوضع العادي، الوضع العلمي، الوضع البرمجي.

### لينكس
تأتي كل بيئة سطح مكتب في نُظم لينكس مع آلة حاسبة لسطح المكتب على الأقل، ولكن مُعظم هذه الآلات الحاسبة هي مجرد أداة بسيطة تُستخدم لإجراء العمليَّات الحسابيَّة البسيطة فقط. مثل كيه كالك المُضمنة مع كدي أو حاسبة جنوم المُضمنة مع جنوم.